# アメリカ大使館爆破事件 (1983年)
1983年のアメリカ大使館爆破事件（アメリカたいしかんばくはじけん）は、内戦中のレバノンにあったアメリカ合衆国の大使館が爆破された爆弾テロ事件である。

## 事件の経緯
1982年6月のイスラエルのレバノン侵攻によってパレスチナ解放機構（PLO）がチュニジアへ逃亡し、とりあえず内戦の要因は去った。そこで国際平和維持部隊として海兵隊を中心としたアメリカ軍、空挺部隊を中心としたフランス軍、イタリア軍がレバノンに進駐した。
その直後の1983年4月18日午後1時、ベイルートのアメリカ大使館に1台のワゴン車が到着した。もともとはアメリカ・テキサス州で販売され、その後に中東に中古車として送られた車だった。ワゴン車は大使館敷地に入る許可を得ると、玄関前の車寄に停車、そして玄関ドアを突き破って、そこで大爆発を起こした。この爆発で17人のアメリカ人大使館職員（8人がCIA職員だった）を含む63人が死亡、120人が負傷した。これは車爆弾を使用した最初の自爆テロであり、自爆テロはレバノンから中東各地へと拡大する手法となった。イスラム聖戦機構（Islamic Jihad Organization）が犯行声明を出したが、ヒズボラの犯行が疑われた。

## 事件後
10月23日、アメリカ海兵隊基地にメルセデスのワゴン車が突入し爆発、241人が死亡した。同日、フランス空挺隊基地にも同じ車が突入し爆発、民間人6人と合わせ64人が死亡した。犯人は死亡、やはり背後関係をつかむことはできず、平和維持軍は撤退を迫られた（ベイルート・アメリカ海兵隊兵舎爆破事件を参照のこと）。
12月3日、シリア軍が米軍戦闘機を砲撃した。米軍は報復のために攻撃機2機を出撃させたが、2機共にシリア軍の地対空ミサイルに撃墜された。米軍は再度報復の為、シリア軍基地へ艦砲射撃を行い破壊した。
しかし、海兵隊襲撃に続く米軍機撃墜を知った米国世論は、レバノンからの撤退要求へ一気に傾き、1984年2月26日に米軍はレバノンから撤収し、続いてフランス軍・イタリア軍も引き上げた。